# 张敦颢
张敦颢（1936年9月16日—2003年10月12日），男，山东淄博人，中华人民共和国政治人物，曾任广西壮族自治区计划委员会主任，广西壮族自治区人大常委会副主任。